# Secondatia
Secondatia é um género botânico pertencente à família Apocynaceae descrito pela primeira vez como gênero em 1844. É nativo da Jamaica e da América do Sul.